# Parafia Matki Bożej Częstochowskiej w Gorzkowie
Parafia Matki Bożej Częstochowskiej w Gorzkowie – parafia należąca do dekanatu Wieliczka Zachód archidiecezji krakowskiej. 

## Historia
Parafia została erygowana w 1 października 1923 roku przez abp Adama Stefana Sapiehę. Mieści się pod numerem 64.
Do parafii należą wierni z następujących miejscowości: Gorzków, Raciborsko (część), Koźmice Wielkie (część), Byszyce (część), Jankówka (część), Bieńkowice (część).

## Proboszczowie
- ks. Stanisław Słowiński CSMA (2019– )[2]